# Paradavella
Paradavella (llamada oficialmente San Xoán de Paradavella) es una parroquia y una aldea española del municipio de Fonsagrada, en la provincia de Lugo, Galicia.

## Organización territorial
La parroquia está formada por cuatro entidades de población:

### Entidades de población
Entidades de población que forman parte de la parroquia:
- Calzada (A Calzada)
- Chaín
- Paradavella

### Despoblado
Despoblado que forma parte de la parroquia:
- Retiro (O Retiro)

## Demografía

### Parroquia
| Gráfica de evolución demográfica de Paradavella (parroquia) entre 2000 y 2019 |
|                                                                               |
| Datos según el nomenclátor publicado por el INE.                              |

### Aldea
| Gráfica de evolución demográfica de Paradavella (aldea) entre 2000 y 2019 |
|                                                                           |
| Datos según el nomenclátor publicado por el INE.                          |